# Il giorno di San Valentino
Il giorno di San Valentino (My Bloody Valentine) è un film del 1981 diretto da George Mihalka.
Il film è un esempio degli slasher a basso costo tanto in voga durante gli anni '80, come Halloween - La notte delle streghe e Venerdì 13; Quentin Tarantino lo ha definito il «miglior slasher di tutti i tempi».
Per il 13 gennaio 2009, in occasione dell'uscita dell'atteso remake, la Lions Gate Entertainment ha messo in commercio un'edizione speciale.

## Trama
Durante la celebrazione di san Valentino nella città di Valentine Bluffs, un gruppo di operai rimane intrappolato in una miniera, dove un problema nelle condutture del metano provoca un'esplosione, in cui rimangono uccisi tutti i minatori.
A sei settimane di distanza, l'unico sopravvissuto alla tragedia, Harry Warden, è impazzito a causa dei traumi psicofisici successivi all'accaduto.
Dopo un anno di cure e corsi di rieducazione, Harry fugge dalla clinica uccidendo alcuni dottori, lasciando un avvertimento scritto col sangue dei malcapitati; chiunque oserà festeggiare il giorno di San Valentino verrà brutalmente massacrato.
A vent'anni esatti dai tragici eventi, alcune coppie di adolescenti decidono di festeggiare San Valentino dentro le miniere, dato che in città ogni rito e/o festa è proibita. 
Alla loro decisione di svago, seguiranno una catena di morte e omicidi sempre più cruenti e complessi.

## Produzione
Il film è stato prodotto con una spesa preventiva di 2.300.000 C$; guadagnandone oltre 10 milioni nel resto del mondo.
Le riprese si sono svolte nel 1980, tra il 22 settembre e il 9 novembre, presso la località Sidney Mines, Nuova Scozia (Canada).

## Distribuzione
Negli Stati Uniti e in Canada, il film è uscito nel 1981, rispettivamente l'11 e il 13 febbraio.
In Europa, il film è arrivato nelle sale cinematografiche di Germania Ovest, Austria e Francia durante il 1982; mentre nei restanti paesi è stato commercializzato per il mercato home video.
La versione home video italiana, è stata pubblicata il 22 gennaio 2003; con un'edizione singola e a due dischi.

## Censura e tagli
Dopo la supervisione da parte della Motion Picture Association of America, e su richiesta dei produttori di diminuire il visto censura così da poter effettuare la proiezione cinematografica, all'epoca vennero tagliati oltre 9 minuti di scene contenenti le sequenze più crude e violente.
A distanza di alcuni anni dall'uscita, il produttore del film, John Dunning, ha proposto alla Paramount Pictures una director's cut dello slasher in cui inserire contenuti speciali e le scene censurate; nonostante la richiesta, lo studio ha deciso di non pubblicare la riedizione.
Il film viene pubblicato finalmente uncut per la Shout Factory l’11 Febbraio 2020, completamente rimasterizzato in 4K e con tutte le scene tagliate tranne una, quella del famigerato doppio impalamento, probabilmente andata perduta per sempre.

## Remake
Il rifacimento è in studio da alcuni anni; ma solo nel 2007 sono stati fatti passi concreti nella realizzazione.
Alla regia è stato coinvolto Patrick Lussier, e come principali interpreti Jensen Ackles, Jaime King. Tra i produttori figura John Dunning, già partecipe al film originale.
Le riprese sono iniziate il 12 maggio 2008 a Ford City, e si sono concluse a fine giugno. Il film, che è stato girato in 3-D, e programmato per uscire nei cinema mondiali durante il 2009; ove sarà distribuito esclusivamente per il circuito IMAX.
Il film ha incassato 6113364 € in Italia e 51529000 $ negli Stati Uniti.